# Johnny Caldwell
Johnny Caldwell (* 7. Mai 1938 in Belfast, Nordirland, Vereinigtes Königreich; † 10. Juli 2009) war ein britischer Boxer. Er war Weltmeister bei den Berufsboxern und als Amateur Medaillengewinner bei den Olympischen Spielen 1956.

## Werdegang

### Laufbahn als Amateurboxer
Johnny Caldwell begann als Jugendlicher in seiner Heimatstadt Belfast mit dem Boxen. Er wurde dazu Mitglied im Immaculata Club Belfast. Sein Trainer war Jack McCusker. Als Erwachsener boxte er bei einer Größe von 1,62 Metern zunächst im Fliegengewicht, der Gewichtsklasse bis 51 kg Körpergewicht, später wechselte er in das Bantamgewicht. 1956 wurde er irischer Juniorenmeister und irischer Seniorenmeister im Fliegengewicht. Auch international startete er als Amateurboxer für Irland und nicht für Großbritannien. Im Mai 1956 gehörte er der irischen Mannschaft an, die in einem Länderkampf in Chicago gegen die Vereinigten Staaten kämpfte. Er siegte dabei im Fliegengewicht über Peter Melendez nach Punkten.
Ende 1956 wurde Johnny Caldwell zu den Olympischen Spielen in Melbourne entsandt. Er startete dort im Fliegengewicht und kam zu einem K.-o.-Sieg in der 3. Runde über Yaishwe Best, Burma, und zu einem Punktsieg über Warner Batchelor aus Australien. Damit stand er im Halbfinale, in dem er auf Mircea Dobrescu aus Rumänien, den Vize-Europameister von 1955, traf. Er verlor diesen Kampf nach Punkten und gewann damit eine olympische Bronzemedaille.
Johnny Caldwell blieb weiterhin Amateur. Im Januar 1957 stand er in der irischen Mannschaft, die in London gegen England boxte. Er verlor dabei im Fliegengewicht gegen Derek Lloyd nach Punkten. Im April 1957 boxte er in Dublin und in Belfast in Länderkämpfen Irlands gegen den Italiener Salvatore Manca und siegte jeweils nach Punkten. Im Mai 1957 nahm er auch an der Europameisterschaft der Amateurboxer in Prag teil. Er verlor dort aber im Fliegengewicht gleich seinen ersten Kampf (Achtelfinale) gegen Manfred Homberg aus der Bundesrepublik Deutschland knapp nach Punkten (2:3 Richterstimmen). Homberg wurde später auch Europameister, und Johnny Caldwell landete auf dem 9. Platz.
Im Dezember 1957 kämpfte er in Dublin letztmals in der irischen Boxstaffel, die einen Länderkampf gegen England bestritt. Im Fliegengewicht kam er dabei zu einem Punktsieg über Eugene O’Callaghan.
Insgesamt gewann er als Amateur 234 Kämpfe und verlor nur sechsmal.

### Karriere als Berufsboxer
1958 wechselte Johnny Caldwell zu den Berufsboxern. Dazu ging er nach Glasgow und trainierte dort. Sein Manager wurde Sammy Doherty. Seinen ersten Kampf bestritt er am 5. Februar 1958 in Glasgow und besiegte dabei im Fliegengewicht den Engländer Billy Downer durch K. o. in der 2. Runde. Er gewann als Profi 25 Kämpfe in Folge. Erst am 18. Januar 1962 musste er seine erste Niederlage hinnehmen.
In der Weltrangliste kletterte er dadurch kontinuierlich nach oben. Dazu besiegte er eine ganze Reihe von renommierten und bekannten Gegnern. Am 9. Februar 1959 schlug er in Streatham, UK, den Spanier Young Martin, den Ex-Europameister im Fliegengewicht, durch K. o. in der 3. Runde. In seinem nächsten Kampf schlug er am 23. Februar 1960 in Wembley, UK, in einem Nicht-Titelkampf den finnischen Europameister im Fliegengewicht Risto Luukkonen nach 10 Runden nach Punkten. Am 21. Mai 1960 kam er in Wembley zu einem Punktsieg über den französischen Fliegengewichtsmeister René Libeer.
Am 8. Oktober 1960 gewann Johnny Caldwell in Belfast durch einen K.-o.-Sieg in der 3. Runde über Frankie Jones den britischen Meistertitel im Fliegengewicht. Das war der erste Titel, den er als Berufsboxer gewann. Am 30. Mai 1961 boxte er in Wembley, UK, als Herausforderer gegen den Franzosen Alphonse Halimi um den Weltmeistertitel im Bantamgewicht. Er gewann diesen Kampf nach 15 Runden nach Punkten. Am 10. Oktober 1961 kam es in Wembley zur Revanchebegegnung zwischen Johnny Caldwell und Alphonse Halimi, bei dem Johnny Caldwell mit einem Punktsieg nach 15 Runden den Weltmeistertitel erfolgreich verteidigte. Am 18. Januar 1962 verteidigte Johnny Caldwell den Weltmeistertitel in São Paulo, Brasilien, gegen Éder Jofre. Es war sein erster Kampf, den er als Profi außerhalb der Britischen Inseln bestritt. Er verlor diesen Kampf und damit auch den Weltmeistertitel durch techn. K. o. in der 10. Runde. Das war auch seine erste Niederlage als Profiboxer.
Am 20. Oktober 1962 kam es in Belfast zu einem legendären Kampf. Johnny Caldwell und Freddie Gilroy, der eine aus dem Süden von Belfast und der andere aus dem Norden von Belfast stammend, kämpften im Bantamgewicht um den britischen Meistertitel und den Commonwealth-(British-Empire-)Titel. Johnny Caldwell verlor diesen Kampf durch technischen K. o. in der 9. Runde, weil er wegen einer stark blutenden Augenbrauenverletzung (Cut) nicht mehr weiterboxen konnte. Am 5. März 1964 gewann Johnny Caldwell in Belfast dann diese beiden Titel durch einen technischen K.-o.-Sieg in der 7. Runde über George Bowes doch.
Am 22. März 1965 verteidigte er diese in Nottingham gegen den Liverpooler Alan Rudkin und verlor durch technischen K. o. in der 10. Runde. Am 12. Oktober 1965 bestritt Johnny Caldwell in Brighton gegen Monty Laud seinen letzten Kampf als Profiboxer, den er nach Punkten verlor.
Erläuterungen
- Linksausleger = Führhand ist die linke und Schlaghand die rechte Hand
- EBU = Europäische Box-Union
- UK = United Kingdom